# Marathon Cup 3; Royal A-ware Marathon 2023
De Marathon Cup 3, ook wel de Royal A-ware Marathon 2023, was de derde wedstrijd van het marathonseizoen 2023/2024, die op zaterdag 4 november 2023 plaatsvond op Thialf in Heerenveen. 
Er was geen wedstrijd voor de beloften mannen.  
De top-divisie wedstrijd bij de mannen werd gewonnen door Harm Visser. De oranjepakdrager was na 125 ronden het snelst van een kopgroep van zeventien met een ronde voorsprong. Luc ter Haar en Sjoerd den Hertog eindigden als de nummers twee en drie en hielden net de Belg Indra Médard van zijn eerste podium. De uiteindelijke finalegroep ontstond pas nadat de gastrijdende langebaner Chris Huizinga het peloton solo had gedubbeld. Zestien rijders sloten na een tegenaanval ook aan bij Huizinga en gingen uiteindelijk strijden om de winst. Irene Schouten won de top-divisie wedstrijd bij de vrouwen. De klassementsleidster reed in de derde cupwedstrijd na het af sprinten van het peloton weg uit een kopgroep van drie met verder ploeggenote Marijke Groenewoud en Kim Talsma die als enige het Albert Heijn Zaanlander-tweetal kon volgen. Talsma deed nog haar best het gat naar Schouten te dichten maar slaagden hier niet in en moest de tweede plaats vervolgens aan Groenewoud laten die Schouten nog dicht benaderde. Schouten finishte de 80 ronden in 42 minuten en 53 seconden, de snelste tijd ooit op deze afstand. Met tempo tot aan de meet liet ze de klok stoppen op een nieuw officieus wereldrecord, 23 seconden sneller dan haar oude recordtijd van november vorig jaar. Het was haar vijftiende overwinning in Heerenveen. 
Jet Fransen won de wedstrijd bij de beloften vrouwen. Ze was in de massasprint na 60 ronden, die ontsierd werd door vele valpartijen en daardoor ook twee langdurige stilleggingen, Maaike Koelewijn en Anna Marit Sybrandi te snel af. Klassementsleidster Gioya Lancee moest genoegen nemen met de vierde plaats maar behield het oranje leiderspak. Koelewijn nam het witte jongerenpak over.

## Tijdschema
| Datum               | Tijd (CET) | Onderdeel           |
| ------------------- | ---------- | ------------------- |
| Zaterdag 21 oktober | 18:00      | Beloften vrouwen    |
| Zaterdag 21 oktober | 19:00      | Top-divisie vrouwen |
| Zaterdag 21 oktober | 20:15      | Top-divisie mannen  |

## Podia
| Klasse             | Eerste         | Tweede             | Derde               |
| ------------------ | -------------- | ------------------ | ------------------- |
| Topdivisie mannen  | Harm Visser    | Luc ter Haar       | Sjoerd den Hertog   |
| Topdivisie vrouwen | Irene Schouten | Marijke Groenewoud | Kim Talsma          |
| Beloften vrouwen   | Jet Fransen    | Maaike Koelewijn   | Anna Marit Sybrandi |

## Uitslag Top-divisie mannen[2]
| #      | Rijder               | Nationaliteit | Ploeg                           | Ronde | Punten |
| ------ | -------------------- | ------------- | ------------------------------- | ----- | ------ |
| Goud   | Harm Visser          | Nederland     | Jumbo-Visma                     | 126   | 30,1   |
| Zilver | Luc ter Haar         | Nederland     | Bouwselect / De Haan Westerhoff | 126   | 26     |
| Brons  | Sjoerd den Hertog    | Nederland     | Royal A-ware                    | 126   | 23     |
| 4      | Indra Médard         | België        | Sprog                           | 126   | 22     |
| 5      | Stefan Wolffenbuttel | Nederland     | OKAY/Interfarms                 | 126   | 21     |
| 6      | Christiaan Haasjes   | Nederland     | Sprog                           | 126   | 20     |
| 7      | Roel Boek            | Nederland     | Port of Amsterdam / SKITS       | 126   | 19     |
| 8      | Chris Huizinga       | Nederland     |                                 | 126   | 18     |
| 9      | Jeroen Janissen      | Nederland     | OKAY/Interfarms                 | 126   | 17     |
| 10     | Bart Hoolwerf        | Nederland     | Team Reggeborgh                 | 126   | 16     |
| 11     | Jordy Harink         | Nederland     | Royal A-ware                    | 126   | 15     |
| 12     | Wisse Slendebroek    | Nederland     | OKAY/Interfarms                 | 126   | 14     |
| 13     | Daan Gelling         | Nederland     | Royal A-ware                    | 126   | 13     |
| 14     | Evert Hoolwerf       | Nederland     | Team Reggeborgh                 | 126   | 12     |
| 15     | Tjerk de Boer        | Nederland     | Royal A-ware                    | 126   | 11     |
| 16     | Kevin Hoekstra       | Nederland     | Bouwselect-De Haan Westerhoff   | 126   | 10     |
| 17     | Jorrit Bergsma       | Nederland     | Jumbo-Visma                     | 126   | 9      |
| 18     | Mats Stoltenborg     | Nederland     | Jumbo-Visma                     | 125   | 3      |
| 19     | Bart Vreugdenhil     | Nederland     | Talentploeg                     | 126   | 7      |
| 20     | Lars Woelders        | Nederland     | OKAY/Interfarms                 | 125   | 1      |

125 ronden
1:03:01 uur (gem. 30,2 sec) 47,6 km/h

## Uitslag Top-divisie vrouwen[3]
| #      | Rijder                 | Nationaliteit | Ploeg                               | Ronde | Punten |
| ------ | ---------------------- | ------------- | ----------------------------------- | ----- | ------ |
| Goud   | Irene Schouten         | Nederland     | Team Albert Heijn Zaanlander        | 81    | 30,1   |
| Zilver | Marijke Groenewoud     | Nederland     | Team Albert Heijn Zaanlander        | 81    | 26     |
| Brons  | Kim Talsma             | Nederland     | Bouwbedrijf de Vries                | 81    | 23     |
| 4      | Esther Kiel            | Nederland     | BDM-BTZ                             | 80    | 17     |
| 5      | Elsemieke van Maaren   | Nederland     | OKAY/Interfarms                     | 80    | 16     |
| 6      | Maaike Verweij         | Nederland     | Team Albert Heijn Zaanlander        | 80    | 15     |
| 7      | Evelien Vijn           | Nederland     |                                     | 80    | 14     |
| 8      | Sofia Schilder         | Nederland     | Van Ramshorst Renault               | 80    | 13     |
| 9      | Patricia Koot          | Nederland     | KNSB Inline Selectie                | 80    | 13     |
| 10     | Tjilde Bennis          | Nederland     | Turner                              | 80    | 11     |
| 11     | Paulien Verhaar        | Nederland     | Bouwbedrijf de Vries                | 80    | 10     |
| 12     | Fran Vanhoutte         | België        | A6.nl / KMC                         | 80    | 9      |
| 13     | Eline van Voorden      | Nederland     | PGM Bakker                          | 80    | 8      |
| 14     | Iris van der Stelt     | Nederland     | PEER racefietsen Wijk en Aalburg    | 80    | 7      |
| 15     | Loesanne van der Geest | Nederland     | PGM Bakker                          | 80    | 6      |
| 16     | Tessa Snoek            | Nederland     | VGR Sport / Vreugdenhil Dairy Foods | 80    | 5      |
| 17     | Roos Markus            | Nederland     | VGR Sport / Vreugdenhil Dairy Foods | 80    | 4      |
| 18     | Arianna Pruisscher     | Nederland     | Team Albert Heijn Zaanlander        | 80    | 3      |
| 19     | Veerle van Koppen      | Nederland     | Gewest Fryslan-Victron Energy       | 80    | 2      |
| 20     | Hilde Noppert          | Nederland     | Bouwbedrijf de Vries                | 80    | 1      |

80 ronden
0:42:53 uur (gem. 32,2 sec) 44,8 km/h

## Uitslag Top-divisie vrouwen[4]
| #      | Rijder                    | Nationaliteit | Ploeg                               | Ronde | Punten |
| ------ | ------------------------- | ------------- | ----------------------------------- | ----- | ------ |
| Goud   | Jet Fransen               | Nederland     | Wokke Vastgoed                      | 60    | 25,1   |
| Zilver | Maaike Koelewijn          | Nederland     | Fortune Coffee                      | 60    | 21     |
| Brons  | Anna Marit Sybrandi       | Nederland     | Boltrics                            | 60    | 18     |
| 4      | Gioya Lancee              | Nederland     | BDM / BTZ                           | 60    | 17     |
| 5      | Iris Tiben                | Nederland     | Wokke Vastgoed                      | 60    | 16     |
| 6      | Vera van Ditshuizen       | Nederland     | De Vechtsebanen                     | 60    | 15     |
| 7      | Mayke Vriesinga           | Nederland     | Boltrics                            | 60    | 14     |
| 8      | Jolanda Langeland         | Nederland     | Speelman / Exclusief Vastgoedbeheer | 60    | 13     |
| 9      | Sanne Westra              | Nederland     | Gewest Fryslan-Victron Energy       | 60    | 12     |
| 10     | Iris Mulder               | Nederland     | Fortune Coffee                      | 60    | 11     |
| 11     | Kaat van Steekelenburg    | Nederland     | Fortune Coffee                      | 60    | 10     |
| 12     | Lidia Tempert             | Nederland     | Boltrics                            | 60    | 9      |
| 13     | Rienke Boonstra           | Nederland     | Leontienhuis                        | 60    | 8      |
| 14     | Sterre Kuijs              | Nederland     | Haak                                | 60    | 7      |
| 15     | Britt van Wees            | Nederland     | Wokke Vastgoed                      | 60    | 6      |
| 16     | Tijn Borst                | Nederland     | Gewest Fryslan-Victron Energy       | 60    | 5      |
| 17     | Carla Ketellapper-Zielman | Nederland     |                                     | 60    | 4      |
| 18     | Lianne van Gammeren       | Nederland     | PEER racefietsen Wijk en Aalburg    | 60    | 3      |
| 19     | Mirjam Thomas             | Nederland     | Gewest Fryslan-Victron Energy       | 60    | 2      |
| 20     | Emma van der Liet         | Nederland     |                                     | 60    | 1      |

60 ronden
0:33:27 uur (gem. 33,5 sec) 43,0 km/h

### Snelste wedstrijdgemiddelde
| Klasse              | Snelste gemiddelde        | Tijd     | Ronden | Schaatsster    | Nationaliteit | Ploeg                        |
| ------------------- | ------------------------- | -------- | ------ | -------------- | ------------- | ---------------------------- |
| Top-divisie Mannen  | 47,6 km/h (gem. 30,2 sec) | 01:03:01 | 125    | Harm Visser    | Nederland     | Jumbo-Visma                  |
| Top-divisie Vrouwen | 44,8 km/h (gem. 32,2 sec) | 00:42:53 | 80     | Irene Schouten | Nederland     | Team Albert Heijn Zaanlander |
| Beloften Vrouwen    | 43,0 km/h (gem. 33,5 sec) | 00:33:27 | 60     | Jet Fransen    | Nederland     | Wokke Vastgoed               |

Marathon Cup 1 · 
Marathon Cup 2 · 
Marathon Cup 3 ·
Marathon Cup 4 · 
Marathon Cup 5 · 
Marathon Cup 6 · 
Marathon Cup 7 · 
Marathon Cup 8 · 
Staatsloterij Schaatsmarathon · 
Marathon Cup 9 · 
NK kunstijs · 
Marathon Cup 10 · 
Eerste schaatsmarathon op natuurijs · 
Tweede schaatsmarathon op natuurijs · 
Marathon Cup 11 · 
Marathon Cup 12 · 
Grand Prix 1 · 
Open NK natuurijs · 
Grand Prix 2 · 
Grand Prix 3 ·
Marathon Cup 13 ·
Marathon Cup 14 · 
Grand Prix 4 · 
Grand Prix 5 · 
Grand Prix 6 ·  
Marathon Cup 15
Klassementen: KNSB Cup ·
Jongeren · 
Ploegen ·
Grand Prix ·
Club-assistent Brabantcup ·
Natuurijs vierdaagse
Lijst van schaatsmarathonrijders 2023/2024